# Château de Vaulérault
Le château de Vaulérault est un édifice de la commune de Saint-Méloir-des-Ondes, dans le département d’Ille-et-Vilaine en région Bretagne. 

## Localisation
Il se trouve au nord du département, au lieudit du même nom au nord-est du bourg de Saint-Méloir-des-Ondes et au sud-ouest du bourg de Cancale. Il est orienté vers la baie de Radegonde, partie ouest de la Baie du mont Saint-Michel.
Il se situe à une centaine de mètres du château de Beauregard.

## Historique
Le château date du début du XVIIIe siècle et a probablement été construit par Siméon Garangeau. Il a été habité notamment au XIXe siècle par le docteur Paul de Lorgeril, maire de Cancale et précurseur de l'ostréiculture, qui a planté l'allée d'accès au château et fait construire la chapelle. 
Il est inscrit au titre des monuments historiques depuis le 29 avril 1993,.

## Architecture

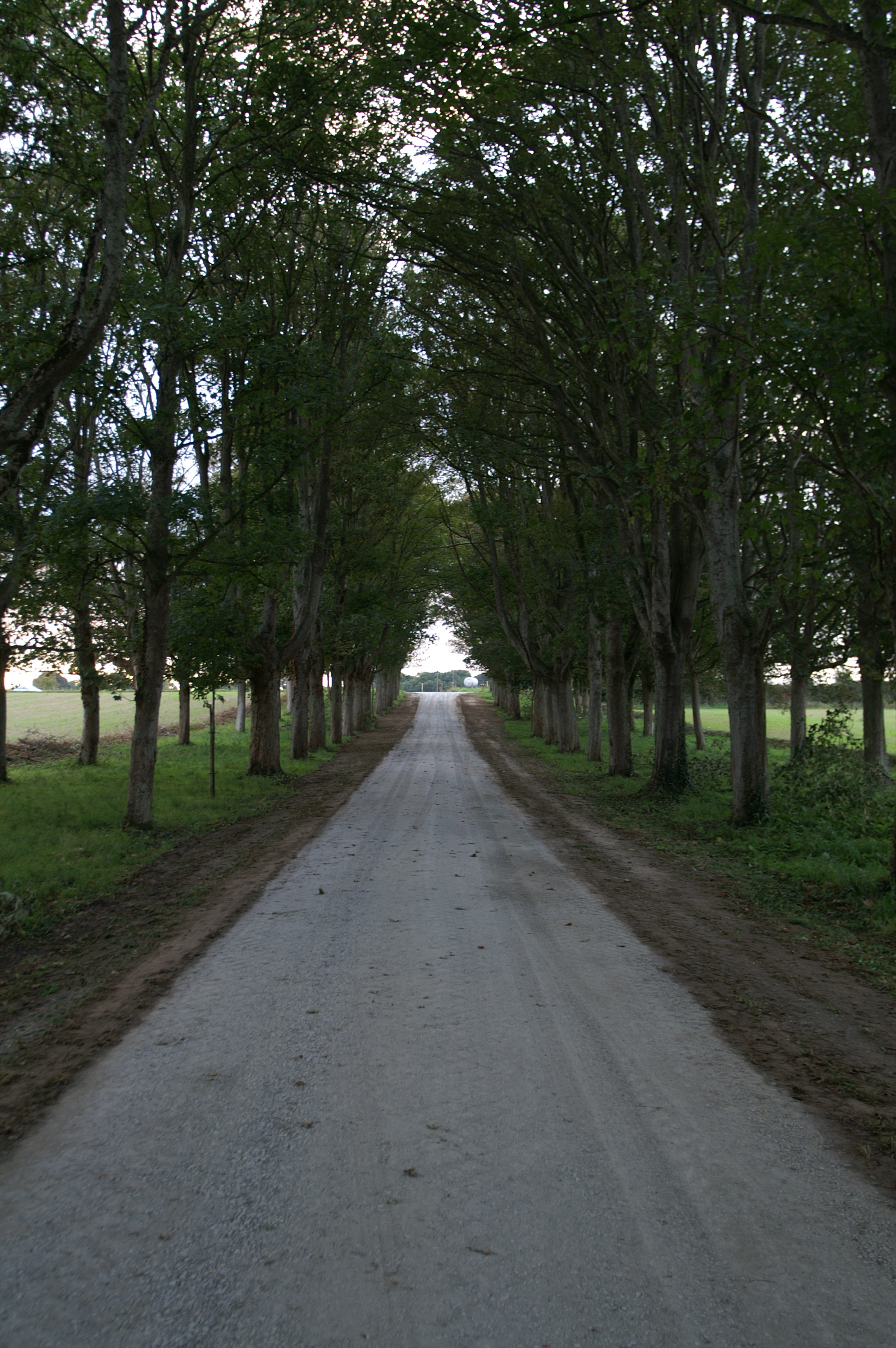
Avenue d'accès au château.